# 間宮 (さいたま市)
間宮（まみや）は、埼玉県さいたま市緑区の大字。郵便番号は336-0965。

## 地理
さいたま市緑区南東部の主に大宮台地上に位置する。浦和インターチェンジの西にあるが、区画整理は行われていないため農地や雑木林などの自然が残る。浦和美園付近の開発のため周辺の光景は徐々に変わりつつある。見沼代用水東縁より西部の沖積平野はかつての見沼新田である。
地区内に奈良・平安期の遺跡の宮前遺跡が存在する。

## 歴史
もとは江戸期より存在した武蔵国足立郡南部領に属する間宮村であった。
- 発足時は幕府領、正保年間（1645年〜1648年）頃より知行は旗本青木氏。持添新田を領しており幕府領で、検地は1731年（享保16年）に実施[4]。
- 幕末時点では足立郡間宮村であった。明治初年の『旧高旧領取調帳』の記載によると、代官大竹左馬太郎支配所が管轄する幕府領と旗本青木五十五郎の知行であった[5]。
- 1868年（慶応4年）6月19日 - 旧幕府領が武蔵知県事・山田政則（忍藩士）の管轄となる。
- 1869年（明治2年） 
  - 1月13日 - 武蔵知県事・宮原忠英の管轄区域に大宮県を設置、同県の管轄となる。県庁は東京府馬喰町に置かれる。
  - 9月29日 - 県庁が浦和に置かれ浦和県に改称。
  - 12月2日 - この日までに旗本領が上知され、浦和県の管轄となる（府藩県三治制も参照）。
- 1871年（明治4年）11月13日 - 第1次府県統合により埼玉県の管轄となる。
- 1879年（明治12年）3月17日 - 郡区町村編制法により成立した北足立郡に属す。郡役所は浦和宿に設置。
- 1889年（明治22年）4月1日 - 町村制施行により、大門町、下野田村、北原村、間宮村、差間村と玄蕃新田が合併し、大門村成立[6]。大門村の大字間宮となる[4]。
- 1956年（昭和31年） 4月1日 - 野田村・戸塚村・大門村が合併し、美園村となる[6]。美園村の大字となる。
- 1962年（昭和37年）5月1日 - 美園村のうち、旧大門村のうち差間・行衛を除く区域と旧野田村が浦和市に、旧戸塚村と旧大門村のうち差間・行衛が川口市にそれぞれ編入される[7]。以後浦和市の大字となる。
- 2001年（平成13年）5月1日 - 浦和市が、与野市、大宮市と合併しさいたま市となり、さいたま市の大字となる。
- 2003年（平成15年）4月1日 - さいたま市が政令指定都市に移行しさいたま市緑区の大字となる。

## 世帯数と人口
2017年（平成29年）9月1日現在の世帯数と人口は以下の通りである。
| 大字 | 世帯数  | 人口  |
| ---- | ------- | ----- |
| 間宮 | 359世帯 | 830人 |

## 小・中学校の学区
市立小・中学校に通う場合、学区（校区）は以下の通りとなる。
| 番地 | 小学校                 | 中学校                 |
| ---- | ---------------------- | ---------------------- |
| 全域 | さいたま市立大門小学校 | さいたま市立美園中学校 |

## 交通

### 鉄道
- 地区内に鉄道は敷設されていないが、近隣の浦和美園駅などが利用できる。

### 道路
- 東北自動車道
  - 浦和インターチェンジ
- 国道122号岩槻鳩ヶ谷バイパス - 地区の東部で掠める
- 国道463号

## 施設
- 浦和下り料金所出口（浦和インターチェンジ付帯設備） - 下り線の料金所出口が立地する
- うらわフェニックス（一部） - 一般廃棄物最終処分場。
- 間宮自治会館 - 長福寺廃寺跡地[9]に立地。市指定有形文化財の「文永七年銘板石塔婆」がある。
- 美園団地集会所
- 妙宣寺
- 氷川大明神
- 大白天神社
- 浅間神社
- 氷川下子供広場
- 間宮ふれあい公園
- 間宮宮後遺跡 - うらわフェニックス建設に伴う昭和61年から62年に行われた調査で縄文時代早期から後期の資料が発掘。現在は処分場の関連施設となっている。